# Wahlkreis Brand-Erbisdorf – Freiberg II
Der Wahlkreis Brand-Erbisdorf – Freiberg II war ein Landtagswahlkreis zur Landtagswahl in Sachsen 1990, der ersten Landtagswahl nach der Wiedergründung des Landes Sachsen. Er hatte die Wahlkreisnummer 53. Für die Landtagswahlen 1994 und 1999 wurde die Wahlkreisstruktur verändert. Das Gebiet des Wahlkreises Brand-Erbisdorf – Freiberg II wurde Teil des Wahlkreises Freiberg 1.
Der Wahlkreis umfasste alle Gemeinden des Landkreises Brand-Erbisdorf sowie folgende Gemeinden des Landkreises Freiberg: Bräunsdorf, Hilbersdorf, Kleinschirma, Kleinwaltersdorf, Langhennersdorf, Naundorf, Niederbobritzsch, Oberbobritzsch, Oberschöna, Weißenborn/Erzgeb. und Zug. Die übrigen Gemeinden des Landkreises wurden über den Wahlkreis Freiberg I erfasst.

## Ergebnisse
Die Landtagswahl 1990 fand am 14. Oktober 1990 statt und hatte folgendes Ergebnis für den Wahlkreis Brand-Erbisdorf – Freiberg II:
| Direktkandidat      | Partei (Kürzel) | Erststimmen (%) | Zweitstimmen (%) |
| ------------------- | --------------- | --------------- | ---------------- |
|                     | DA              | –               | 00,6             |
| Peter Heinrich      | CDU             | 50,7            | 62,1             |
|                     | Chr. L          | –               | 00,7             |
|                     | DBU             | –               | 00,4             |
| Volkmar Krauß       | DSU             | 15,8            | 05,5             |
| Wolfgang Richter    | F.D.P.          | 09,4            | 05,2             |
| Arndt Scharfenstein | LL-PDS          | 08,6            | 07,6             |
|                     | NPD             | –               | 00,6             |
|                     | FORUM           | –               | 03,4             |
|                     | RAP             | –               | 00,2             |
|                     | SHB             | –               | 00,1             |
| Hans-Joachim Andreä | SPD             | 12,0            | 13,7             |
| Dietmar Fröhlich    | Einzelbewerber  | 03,5            | -                |

Es waren 36.529 Personen wahlberechtigt. Die Wahlbeteiligung lag bei 79,5 %. Von den abgegebenen Stimmen waren 5,0 % ungültig. Als Direktkandidat gewählt wurde Peter Heinrich (CDU). Er erreichte 50,7 % aller gültigen Erststimmen.